# Оллман, Артур
А́ртур О́ллман (англ. Arthur Allman; 24 декабря 1890 — 22 декабря 1956) — английский футболист, защитник.

## Биография
Родился в Милтоне, Сток-он-Трент (графство Стаффордшир). Выступал за «Шрусбери Таун», «Вулверхэмптон Уондерерс» и «Суонси Таун». В мае 1914 года перешёл в «Манчестер Юнайтед» за 150 фунтов. В основном составе «Юнайтед» дебютировал 13 февраля 1915 года в матче против «Уэнсдей» на стадионе «Олд Траффорд». В оставшихся 13 матчах сезона выходил на поле ещё 11 раз. Затем официальные турниры в Англии были приостановлены в связи с войной.
В военное время играл за «Сток» в качестве гостя. После возобновления официальных турниров перешёл в лондонский клуб «Миллуолл Атлетик», сыграв за него 6 матчей в сезоне 1920/21. В дальнейшем играл за клуб «Кру Александра» (25 матчей с 1922 по 1924 год).